# Manuel Jorge Mota da Costa
Manuel Jorge Mota da Costa MPVM  (Cedofeita, Porto, 14 de março de 1937 — Bungo, Angola, 8 de maio de 1961), também conhecido como Alferes Mota da Costa, foi um alferes paraquedista português, conhecido por ter sido o primeiro oficial paraquedista morto em combate, durante a Guerra Colonial.

## Biografia

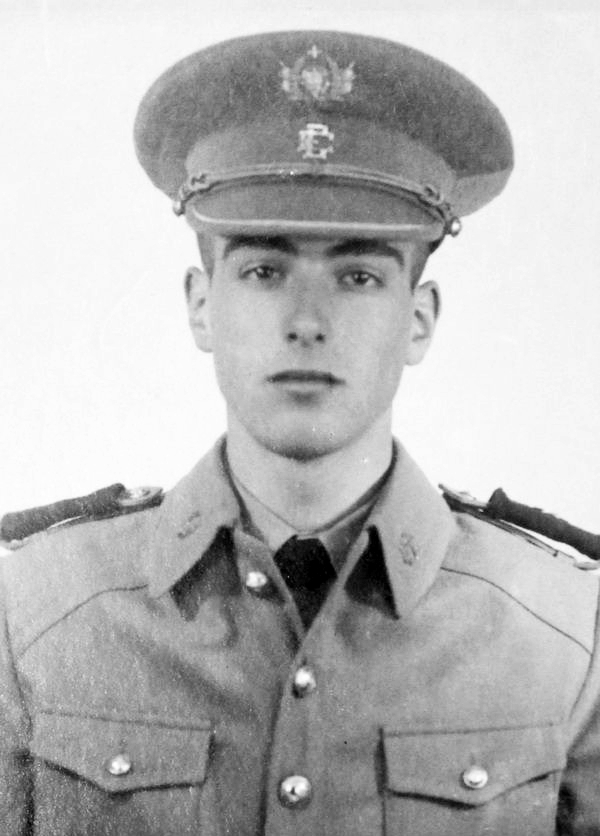
Alferes Mota da Costa,na Escola do Exército.

Manuel Jorge Mota da Costa nasceu na freguesia de Cedofeita, concelho do Porto, em 14 de março de 1937. Ingressou na Escola do Exército em 1 de outubro de 1955 e foi promovido a Alferes de Infantaria, em 1959. Concluiu o 8º Curso de Paraquedismo Militar (brevet n.º 485), após o qual ingressou no Batalhão de Caçadores Paraquedistas da Força Aérea Portuguesa, ramo ao qual as Tropas Paraquedistas pertenciam. Após o Massacre de 15 de março de 1961, em Angola, embarcou a 17 de abril para Luanda, integrando a segunda companhia de paraquedistas projetada em África, que formaria o Batalhão de Caçadores Paraquedistas n.º 21.

### Defesa do Bungo
Logo após a sua chegada a Angola, Mota da Costa foi encarregue da defesa da povoação do Bungo, no distrito de Uige, que estava cercada por guerrilheiros da UPA. Procurando organizar e aumentar a moral das forças e civis sitiados, redige manualmente e transmite-lhes a seguinte nota:
| “ | À População do Bungo: Vai-se acentuando, de dia para dia, uma expectativa maior e, ao mesmo tempo, um aumento de nervos e de impaciência que pode levar sérios desmandos e desatinos o que, aliás, já se tem verificado. Peço, portanto, a todos que se mantenham calmos, que não saiam da área dos seus postos e que, em caso de alarme, os ocupem rapidamente em vez de se juntarem à minha volta. Também se vai criando um movimento de desconfiança, que a todos prejudica. O momento actual não é de se porem problemas; proponha-se soluções, mas que não firam susceptibilidades. A situação é de guerra e ninguém a ignora. Medo todos nós sentimos, o que precisamos é saber dominá-lo no devido momento. Aqueles que se não sentirem com condições físicas e principalmente morais, que se retirem, pois aqui só prejudicam os que sabem o que querem. Aqui não há lugar para cobardes, esses que se retirem também, que nós apenas os olhamos com piedade. Se tivermos de cair que caiamos de pé, pois nas nossas veias corre sangue português, o mesmo de há oito séculos. A bem da defesa do território português, em qualquer parte do mundo. | ” |
|   | — Nota redigida pelo Alferes Mota da Costa, dirigindo-se à população do Bungo. . |   |

No dia 8 de maio de 1961, o alferes Mota da Costa deslocou-se com uma patrulha às imediações de uma ponte destruída, no troço Bungo - Negage, a fim de recrutar civis para trabalhar na fábrica Andrea Costas Lda., situada perto desse local. Enquanto um soldado (Belchior) ficou a falar com os civis, a restante patrulha procedeu a um reconhecimento de segurança à area envolvente, tendo localizado e destruído um posto guerrilheiro.
Entretanto, o local onde o soldado Belchior se encontrava com os civis foi atacado de surpresa e estes, não os conseguindo deter, refugiaram-se em fuga para uma zona de capim. Mota da Costa, apercebendo-se do ataque, acorreu em defesa dos civis, juntamente com três paraquedistas da sua secção. Sendo recebido com um volume de fogo surpreendemente elevado e após constatar que a força inimiga tentava envolver a sua posição, o alferes mandou os paraquedistas recuar, continuando o combate sozinho, de forma a cobrir a retirada dos seus homens. Neste momento, o guia civil Caras Lindas é baleado e Mota da Costa, numa tentativa de o socorrer, foi também atingido mortalmente por um disparo de canhangulo. Após a queda deste, os paraquedistas reorganizaram-se e avançaram sobre os guerrilheiros, recuperando o seu corpo, já sem vida.

## Legado
O facto de ter sido o primeiro oficial paraquedista português a perder a vida em combate, bem como as circunstâncias que levaram à sua morte, fez com que fossem criados vários tributos à sua vida e carreira militar:
- A principal parada militar do Regimento de Paraquedistas foi nomeada em sua honra (Parada ALF Mota da Costa);[7]

- O Museu das Tropas Paraquedistas, localizado no mesmo quartel, possui um memorial onde está exposta a nota redigida à população do Bungo, e a Medalha de Valor Militar que lhe foi concedida, a título póstumo;
- Foi dado o seu nome a uma rua em Olivais (Lisboa). Na placa que identifica a rua, lê-se: "Rua Alferes Mota da Costa — Herói do Ultramar".[8]

## Condecorações
- Medalha de Valor Militar, Grau Prata com Palma (MPVM).